# Augustin Grisolle
Augustin Grisolle, né le 10 février 1811 à Fréjus et mort le 9 février 1869 à Paris, est un médecin français.

## Biographie
Il présente une thèse intitulée Essai sur la Colique de plomb soutenue à la Faculté de médecine de Paris, le 10 juillet 1835.
Il est l'élève d'Auguste-François Chomel. Agrégé en 1844, il est ensuite professeur à la Faculté de médecine de Paris (chaire de thérapeutique et matière médicale) de 1853 à 1864. Il devient membre de l'Académie de médecine en 1844.
Il devient ensuite titulaire de la chaire de clinique médicale à l’Hôtel-Dieu de Paris de 1864 à 1869. À partir de 1867, il a pour élève Jean-Alfred Fournier.
Il est connu par son Traité de la pneumonie de 1841 et son Traité élémentaire de pathologie interne de 1844, réédités plusieurs fois. Son nom est associé au « signe de Grisolle » : « Si l'on saisit entre deux doigts la papule morbilleuse, elle disparait, car elle est molle et élastique, ce qui n'arrive pas avec la papule variolique, qui, bien que moins apparente, est plus dure et plus perceptible au toucher. » Ce signe est devenu obsolète.
Il est inhumé au cimetière du Père-Lachaise (68e division).

## Anecdote
Gustave Flaubert se serait servi du Traité pratique de la pneumonie aux différents âges, et dans ses rapports avec les autres maladies aiguës et chroniques d'Augustin Grisolle pour décrire la pneumonie de Félicité dans Un cœur simple, sa première nouvelle parue dans le livre Trois Contes en 1877.

## Publications
- Traité de la pneumonie, J.B. Baillière, 1864, 744 p. (lire en ligne).
- Traité élémentaire et pratique de pathologie interne, Masson, 1848. En ligne : t. 1 ; t. 2
- « Histoire des tumeurs phlegmoneuses des fosses iliaques », dans Archives générales de médecine, IIIe et nouvelle série, t. 4, 1839. Paru en trois parties : 1 ; 2 ; 3.
- Discours prononcé au nom de la Faculté de médecine de Paris le 12 avril 1858 sur la tombe de M. Chomel, 1858[5].